# Гіоргі Мамардашвілі
Гіоргі Мамардашвілі (груз. გიორგი მამარდაშვილი; нар. 29 вересня 2000, Тбілісі, Грузія) — грузинський футболіст, воротар тбіліського «Динамо», який виступає в оренді за клуб іспанської Ла-Ліги «Валенсія». Гравець національної збірної Грузії.

## Клубна кар'єра

### «Динамо» (Тбілісі)
Народився в Тбілісі. Вихованець дитячої академії «Гагри», звідки 2012 року потрапив до структури «Динамо» (Тбілісі). У сезоні 2018 року перебував у заявці першої команди «Динамо», але залишався весь час на лаві запасних. У сезоні 2019 року відправився в оренду до «Руставі».
У дорослому футболі дебютував 2 березня 2019 року в програному (1:4) виїзному поєдинку проти тбіліського «Локомотива». Зіграв 28 матчів матчів у футболці клубу та допоміг команді уникнути пониження в класі. Після цього відправився в оренду вже до «Локомотива».

### «Валенсія»
7 червня 2021 року перейшов в 1-річну оренду з можливістю викупу до іспанського клубу «Валенсія», але спочатку був переведений до резервної команди з Терсера Дивізіону КІФФ. Пройшов передсезонні збори з основним складом, на яких справив хороше враження на головного тренера Хосе Бордаласа, завдяки чому дебютував за першу команду 13 серпня в переможному (1:0) поєдинку 1-го туру проти «Хетафе». Але в кінці вересня того ж року присів на лаву основних, а основним воротарем став Яспер Сіллессен

## Кар'єра в збірній
Виступав за юнацьку збірну Грузії (U-17) та молодіжну збірну Грузії. У футболці національної збірної Грузії дебютував 8 вересня 2021 року в програному (1:4) товариському поєдинку проти Болгарії.

## Статистика виступів

### Клубна
| Сезон              | Команда               | Чемпіонат          | Чемпіонат | Чемпіонат | Нац. кубок | Нац. кубок | Нац. кубок | Єврокубки | Єврокубки | Єврокубки | Інші кубки | Інші кубки | Інші кубки | Загалом | Загалом | Загалом |
| Сезон              | Команда               | Змаг.              | Матчі     | Голи      | Змаг.      | Матчі      | Голи       | Змаг.     | Матчі     | Голи      | Змаг.      | Матчі      | Голи       | Матчі   | Голи    |         |
| ------------------ | --------------------- | ------------------ | --------- | --------- | ---------- | ---------- | ---------- | --------- | --------- | --------- | ---------- | ---------- | ---------- | ------- | ------- | ------- |
| 2019               | «Руставі»             | ЕЛ                 | 28+2      | -43;-3    | КГ         | 2          | 0          |           | -         | -         |            | -          | -          | 32      | -46     |         |
| 2020               | «Локомотив» (Тбілісі) | ЕЛ                 | 11        | -11       | КГ         | 1          | -2         |           | -         | -         |            | -          | -          | 12      | -13     |         |
| 2021               | «Локомотив» (Тбілісі) | ЕЛ                 | 18        | -26       | КГ         | 2          | -2         | ЛЄУ       | 3         | -4        |            | -          | -          | 23      | -32     |         |
| 2021-2022          | «Валенсія»            | ЛЛ                 | 3         | -1        | КІ         | 0          | 0          |           | -         | -         |            | -          | -          | 3       | -1      |         |
| Загалом за кар'єру | Загалом за кар'єру    | Загалом за кар'єру | 62        | -84       |            | 5          | -4         |           | 3         | -4        |            | -          | -          | 70      | -92     |         |

### У збірній
| Дата     | Місто | Господарі | Результат | Гості  | Турнір           | Голи | Примітки |
| -------- | ----- | --------- | --------- | ------ | ---------------- | ---- | -------- |
| 8-9-2021 | Софія | Болгарія  | 4 – 1     | Грузія | товариський матч | -4   |          |
| Усього   |       | Матчів    | 1         |        | Голів            | -4   |          |